# Noyers-sur-Jabron
Pour les articles homonymes, voir Noyers.
Noyers-sur-Jabron est une commune française, située dans le département des Alpes-de-Haute-Provence en région Provence-Alpes-Côte d'Azur.
Ses habitants sont appelés les Nucetois,.

## Géographie

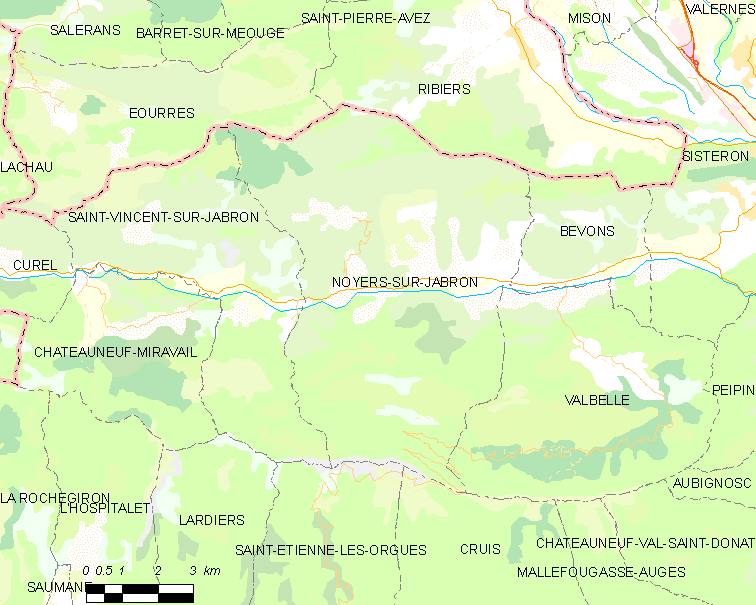
Noyers-sur-Jabron et les communes voisines (Cliquez sur la carte pour accéder à une grande carte avec la légende).

La commune est traversée par le Jabron et le lac de Saint-Nazaire s’y trouve. Le village de Noyers est à 560 m d'altitude,.

### Géologie
On note la présence de grès sur la commune, et de gisements d’argile.

### Relief

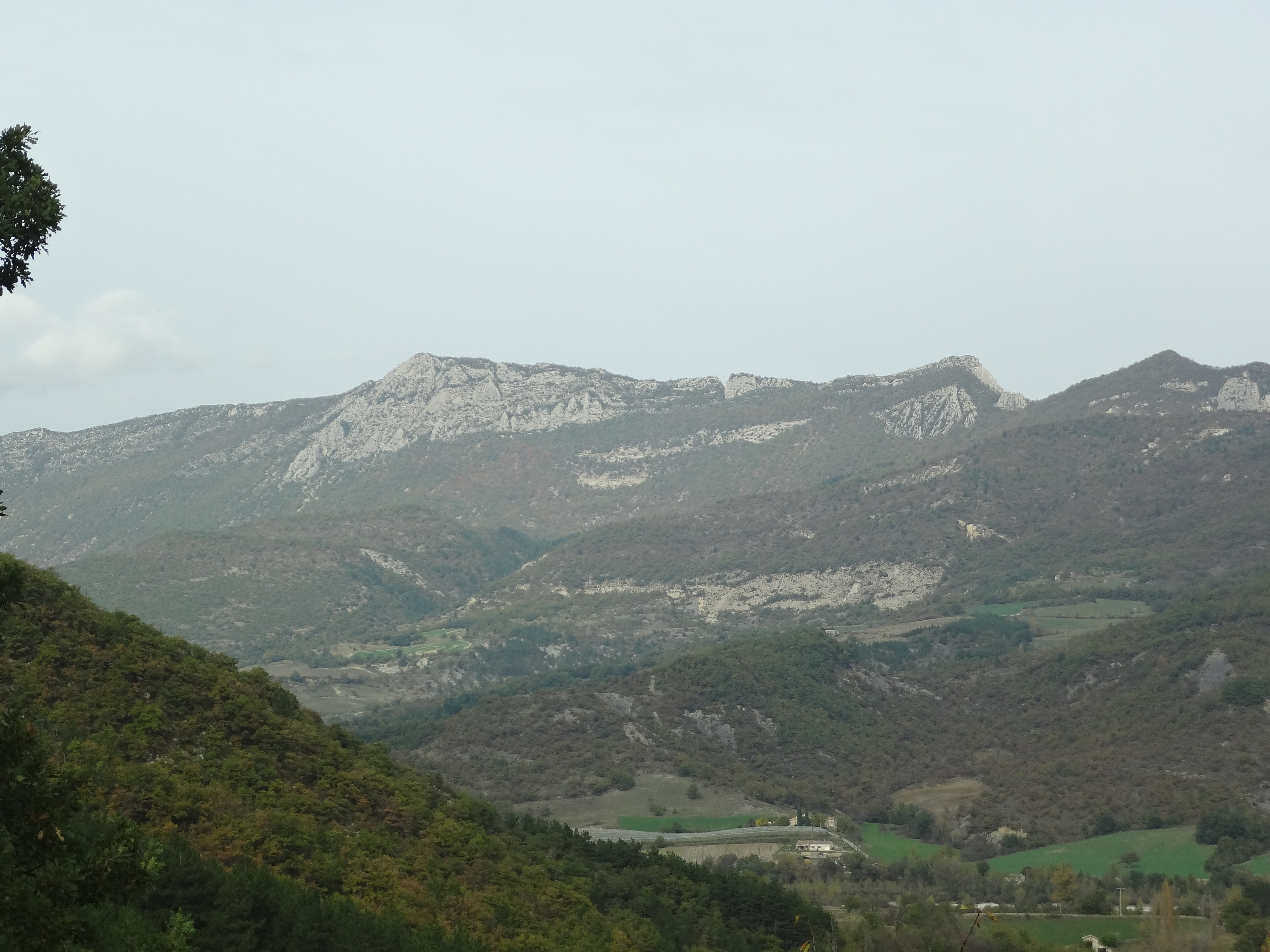
Rocher du Loup (1281 m, pointe gauche de la barre rocheuse au fond de l’image) et Roc de l’Aigle (1219 m, pointe droite de la même barre), dominant la vallée à Noyers-sur-Jabron.

Le territoire de Noyers-sur-Jabron est traversé d’ouest en est par le Jabron, sa vallée constituant le point bas du relief nucétois, de 590 m à son entrée dans Noyers à 524 m à sa sortie du territoire communal. Rive droite et au sud du Jabron, le relief s'organise selon des axes ouest-est parallèles au cours du torrent. En limite sud de la commune, le relief s’élève jusqu’à la crête de la montagne de Lure, dont le sommet est limitrophe de Noyers-sur-Jabron, à 1 825 m. La crête descend à l’est à 1 594 m au pas de la Graille, seul franchissement de la montagne à Noyers-sur-Jabron, et à 1 704 m à l’ouest.
Entre la montagne de Lure et le cours du Jabron, le terroir est barré par la montagne de Pélegrine et sa terminaison occidentale la montagne de Boudeichard (sommet à 1 355 m). La pente raide de Pélegrine à l’ubac est suivie d’un piémont en pente douce, de 900 à 550 m d’altitude en arrivant au Jabron. Un seul passage pédestre relie la vallée du Jabron avec la vallée entre Pélegrine et Lure, le pas des Portes.
Rive gauche et au nord du Jabron, le relief est composé de longs épaulements qui s’avancent jusqu’au torrent, avec des altitudes de 800 à 900 m. Les vallons qu’ils forment sont reliés par de petits cols, comme celui marqué par la chapelle Saint-Claude (environ 910 m). Ces collines s’élèvent jusqu’au pied d'une barre qui ferme le paysage mais alimente la légende. Les sommets de cette barre sont, d’ouest en est, le Rancurel (1 354 m), le rocher du Loup (1 280 m), le roc de l’Aigle (1 219 m) et le rocher de Pierre Impie (1 090 m, situé sur le territoire de Ribiers mais facilement visible de Noyers). Cette barre est franchie par deux cols pédestres, le pas de Liérette et le pas de la Montagne (respectivement 1 241 m et 1 170 m).
Enfin, au nord, deux vallons n’appartiennent pas à la vallée du Jabron, et se trouvent sous la crête de l’Âne (1 615 m) et entre le Rancurel et la crête des Planes (1 432 m). Ces deux crêtes sont séparées par le col de Blauge, à 1 372 m, vers Éourres.

### Hydrographie
Du relief décrit précédemment, découle un réseau hydrographique simple. De la montagne de Lure et de l’adret de Pélegrine, descendent le torrent du Grand Vallat, à l’ouest (limitrophe de Châteauneuf-Miravail), et le torrent du Grand Vallon, qui coule vers l’est et Valbelle (où il devient la Biaïsse). De multiples sources et ravins naissent sur l’ubac de Pélegrine et coulent vers le Jabron ; le plus important d’entre eux est le torrent du ravin du pas de la Combe.
La partie de Noyers au nord du Jabron est elle aussi sillonnée de torrents, dont le ravin des Baumes à l’ouest et le Riou Sara à l’est. Enfin, deux vallons isolés sont drainés par le ravin de Brison qui coule vers Ribiers et le Buëch, et le ravin de la Garderie qui se jette dans le ravin Verduigne, qui s’écoule vers Saint-Vincent-sur-Jabron.

### Environnement
La commune compte 451 ha de bois et forêts, soit seulement 8 % de sa superficie.

### Hameaux
- Chènebotte
- le Prieuré
- Gigone
- la Ribière
- le Bessan
- les Bérauds
- les Bouchus
- les Bonnets
- les Brémonds
- le Couvent
- Mallemialle
- les Prés du Rey
- les Eysséries
- le Pré des Poiriers
- le Durban
- la Font des Vious
- la Crotte
- Lauche
- les Latils
- les Peyrouries
- Saint-Martin
- Serre Marie
- le Vieux Noyers
- la Bastie
- Baile Gros

### Transports
La commune est desservie par la route départementale RD 946, ancienne route nationale 546, qui suit la vallée du Jabron. Quelques chemins d’intérêt communal, goudronnés ou non, desservent les pentes inférieures rive droite et rive gauche, les vallons éloignés étant desservis uniquement par des pistes forestières ou des chemins pédestres.

### Risques majeurs

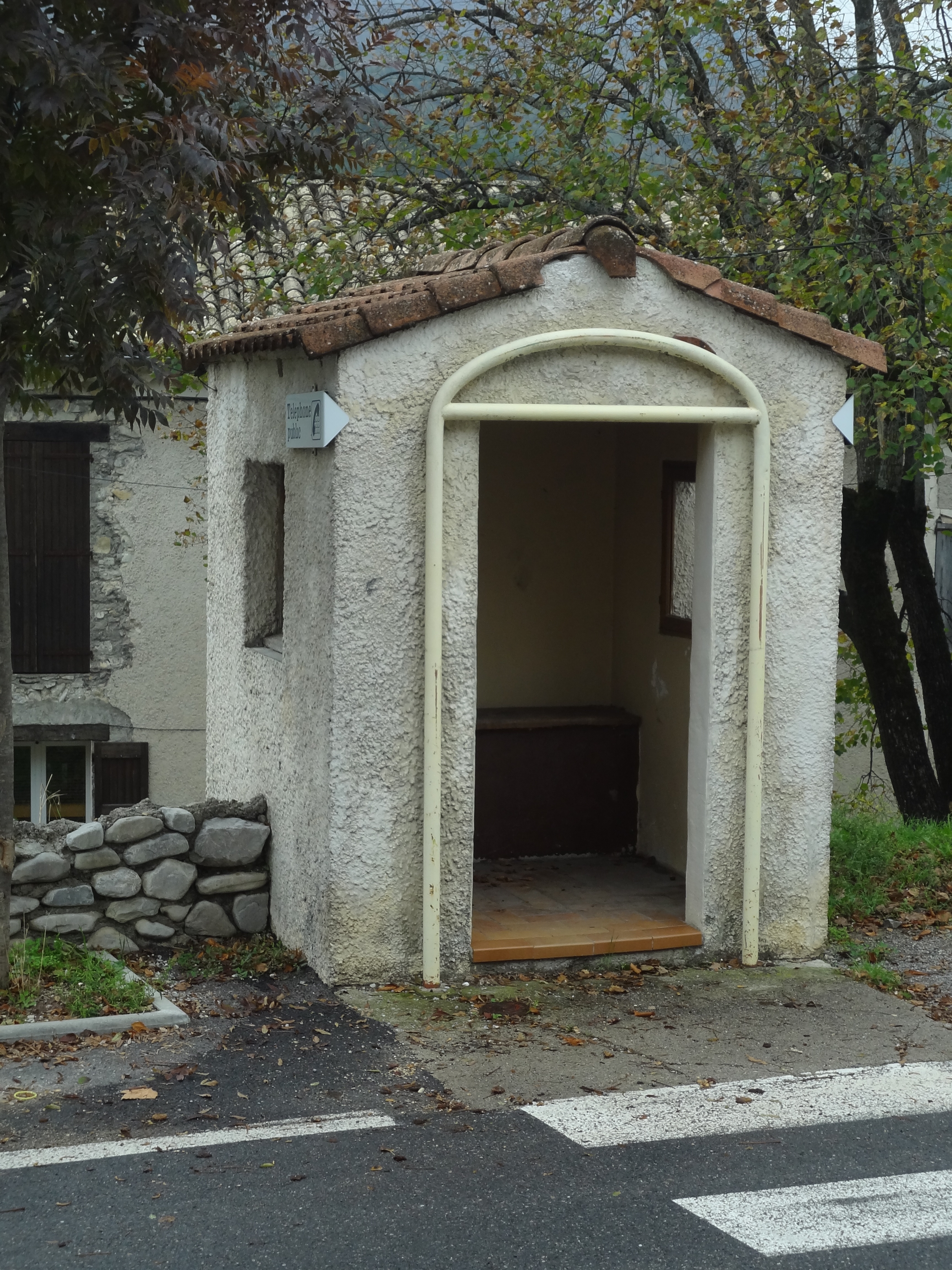
Cabine téléphonique en ciment.

Aucune des 200 communes du département n'est en zone de risque sismique nul. Le canton de Noyers-sur-Jabron est en zone de sismicité modérée depuis le 1er mai 2011, article D563-8-1 du Code de l'Environnement (zone 3 - risque modéré - selon la classification probabiliste EC8 de 2011). La commune de Noyers-sur-Jabron est également exposée à trois autres risques naturels :
- feu de forêt,
- inondation (dans la vallée du Jabron),
- mouvement de terrain.

La commune de Noyers-sur-Jabron n’est exposée à aucun des risques d’origine technologique recensés par la préfecture et aucun plan de prévention des risques naturels prévisibles (PPR) n’existe pour la commune ; le Dicrim n’existe pas non plus.
La commune a été l’objet de plusieurs arrêtés de catastrophe naturelle : pour des inondations, des coulées de boue et des glissements de terrain en 1994, et à nouveau pour des inondations et coulées de boue en 2003. Le tremblement de terre du 18 juillet 1938, dont l’épicentre était situé à Guillestre, a été ressenti avec une intensité macro-sismique de V sur l’échelle MSK (dormeurs réveillés, chutes d’objets),.

### Sites des villages
Le village originel de Noyers, aujourd’hui nommé Le Vieux-Noyers, occupe un replat à mi-pente, séparé du Jabron par un abrupt. Ce site venteux est progressivement abandonné au XIXe pour celui du village actuel, Noyers-le-Bas, plus proche de la route départementale, et à proximité de sources.

### Toponymie

Localisation de Noyers-sur-Jabron au pied de la Montagne de Lure

Selon Ernest Nègre, la localité apparaît pour la première fois dans les textes en 1168, sous le nom de de Nogueriis, dérivé de l’occitan nougié (désignant le noyer), qui a plus tard été francisé en Noyers. Le sens du toponyme communal est donc transparent,.
La toponymie de la commune est d’abord une description du relief : on a le Peissiou, où le pei- est une des formes locales qu’a pris le terme latin podium. Parmi les termes les plus utilisés à Noyers, on a l’ubac, l’adret, la côte et leurs dérivés : rive gauche du Jabron, on a l’Ubac de Brison et l’Adrech de la Montagne, sur la même montagne, et les Côtes et l’Adroit, à l’ouest de Noyers, et sur l’autre versant, le hameau de l’Ubac ; et rive droite, on a encore la Côte de Garin. Le serre, qui désigne une crête allongée au profil heurté, en dents de scie, est aussi utilisé avec des noms de personne : Serre Bernard, Serre Marie. Les plaines sont, dans le vocabulaire de Lure, un espace plan en altitude : à Noyers, ces plaines sont à 1300 m d’altitude, sur le Rancurel : l’adret de la montagne se nomme la côte du Pui (avec un doublet toponymique pour nommer une montagne).
Les effets de l’érosion sont également visibles dans la toponymie : on a les Gourds, qui sont localement un trou d’eau dans le rocher, et les Gravières, près des ruines du prieuré de Saint Julien, qui sont formées des graviers arrachés aux pentes des montagnes et abandonnés là par les eaux pluviales.
Localement, les portes sont un passage étroit dans la montagne : le Pas des Portes est ainsi le col qui passe dans un défilé entre les montagnes de Pélegrine et de Sumiou.
La Font des Vious est une source.
Le terme jarjayes est localement un espace où poussent les vesces : le toponyme est utilisé repris pour le Moulin (à eau, sur les rives du Jabron) et le pont de Jarjayes. La Fayée de Lure est nommée ainsi d’après la hêtraie qui y poussait.
Enfin, les aménagements de l’homme pour exploiter l’espace ont donné de nombreux toponymes : l’élevage ovin a ainsi suscité de nombreux jas (bergerie) suivi du nom du propriétaire (de Paul, de Périvoye, de Madame), et on trouve également une bergerie des Égaux, plus récente. Dans le toponyme la Grange la Lauze, le terme grange désigne une ferme, la lauze les pierres utilisées pour les couvertures des bâtiments. Les clos sont des champs épierrés dont les pierres ont servi à clôturer le champ avec des murs en pierre sèche : on a les Grands Clos rive gauche, et le Grand Clot sur la montagne de Pélegrine. Les cultures complantées et l’élevage ont donné lieu au pré des Poiriers, au pré du Rey.
En vivaro-alpin et en provençal la commune se nomme Noièrs dans la norme classique et Nouiés dans la norme mistralienne

### Climat
Pour des articles plus généraux, voir Climat de Provence-Alpes-Côte d'Azur et Climat des Alpes-de-Haute-Provence.
En 2010, le climat de la commune est de type climat méditerranéen altéré, selon une étude du Centre national de la recherche scientifique s'appuyant sur une série de données couvrant la période 1971-2000. En 2020, Météo-France publie une typologie des climats de la France métropolitaine dans laquelle la commune est exposée à un climat de montagne ou de marges de montagne et est dans la région climatique Alpes du sud, caractérisée par une pluviométrie annuelle de 850 à 1 000 mm, minimale en été.
Pour la période 1971-2000, la température annuelle moyenne est de 11,4 °C, avec une amplitude thermique annuelle de 17,5 °C. Le cumul annuel moyen de précipitations est de 953 mm, avec 6,7 jours de précipitations en janvier et 4,5 jours en juillet. Pour la période 1991-2020, la température moyenne annuelle observée sur la station météorologique de Météo-France la plus proche, « Sisteron », sur la commune de Sisteron à 10 km à vol d'oiseau, est de 12,1 °C et le cumul annuel moyen de précipitations est de 835,0 mm. 
La température maximale relevée sur cette station est de 41 °C, atteinte le 28 juin 2019 ; la température minimale est de −18 °C, atteinte le 12 janvier 2010,,.
Les paramètres climatiques de la commune ont été estimés pour le milieu du siècle (2041-2070) selon différents scénarios d'émission de gaz à effet de serre à partir des nouvelles projections climatiques de référence DRIAS-2020. Ils sont consultables sur un site dédié publié par Météo-France en novembre 2022.

## Urbanisme

### Typologie
Au 1er janvier 2024, Noyers-sur-Jabron est catégorisée commune rurale à habitat dispersé, selon la nouvelle grille communale de densité à 7 niveaux définie par l'Insee en 2022.
Elle est située hors unité urbaine. Par ailleurs la commune fait partie de l'aire d'attraction de Sisteron, dont elle est une commune de la couronne,. Cette aire, qui regroupe 21 communes, est catégorisée dans les aires de moins de 50 000 habitants,.

### Occupation des sols
L'occupation des sols de la commune, telle qu'elle ressort de la base de données européenne d’occupation biophysique des sols Corine Land Cover (CLC), est marquée par l'importance des forêts et milieux semi-naturels (85,8 % en 2018), en diminution par rapport à 1990 (87,7 %). La répartition détaillée en 2018 est la suivante : 
milieux à végétation arbustive et/ou herbacée (48,3 %), forêts (34,6 %), zones agricoles hétérogènes (12,9 %), espaces ouverts, sans ou avec peu de végétation (3 %), prairies (0,7 %), terres arables (0,6 %).
L'évolution de l’occupation des sols de la commune et de ses infrastructures peut être observée sur les différentes représentations cartographiques du territoire : la carte de Cassini (XVIIIe siècle), la carte d'état-major (1820-1866) et les cartes ou photos aériennes de l'IGN pour la période actuelle (1950 à aujourd'hui).

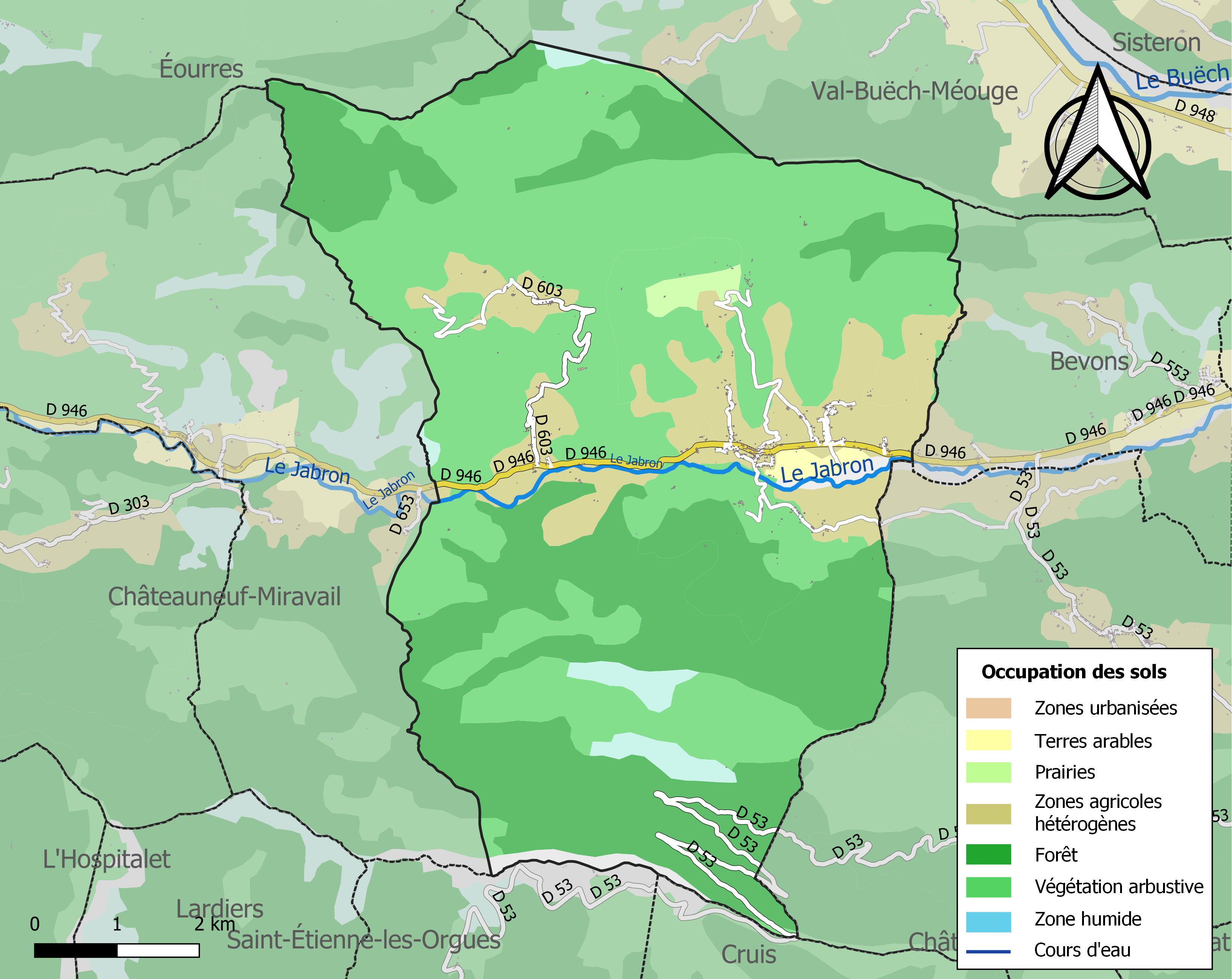
Carte de l'occupation des sols de la commune en 2018 (CLC).

## Histoire

### Antiquité
Les restes d’un temple de Mars ont été découverts à Chènebotte. À cette époque, les Sogiontiques (Sogiontii) peuplent la vallée du Jabron, en étant fédérés aux Voconces. Après la Conquête par les romains (en 125-122 av. J.-C.), ils sont rattachés avec eux à la province romaine de Narbonnaise. Au IIe siècle, ce peuple est détaché des Voconces et forme une civitas distincte, avec pour capitale Segustero (Sisteron).
Un habitat d'époque gallo-romaine a été retrouvé à proximité du Jas de Madame ; cet habitat montre que l'itinéraire franchissant la montagne de Lure par la baisse de Malcor était régulièrement emprunté à cette époque.

### Moyen Âge
Alors que le sud-est de la Gaule était une terre burgonde, le roi des Ostrogoths Théodoric le Grand fait la conquête de la région entre la Durance, le Rhône et l’Isère en 510. La commune dépend donc brièvement à nouveau de l’Italie, jusqu’en 526. En effet, pour se réconcilier avec le roi burgonde Gondemar III, la régente ostrogothe Amalasonthe lui rend ce territoire.
Un événement particulier, en lien avec l’histoire de la Provence, fera que la localité sera mentionnée au Xe siècle ; bien que les faits ne soient pas attestés, une combinaison de paramètres les rend plausibles.
À la suite de l'enlèvement de l'abbé Mayeul en juillet 972 par les bandes de Sarrasins installées dans le massif des Maures depuis la fin du IXe  siècle, le comte Guillaume et son frère  Roubaud prennent la tête de l'ost provençal renforcé par les troupes d'Ardouin, comte de Turin. Ils traquent les Maures qu'ils écrasent à la bataille de Tourtour en 972 ou 973, anéantissent le comptoir commercial andalou du Freinet, puis les chassent de Provence.
Saint Mayeul, issu d’une importante famille de Provence, quatrième abbé de Cluny, conseiller d’Hugues Capet, est né vers 910 à Valensole. Il serait aussi apparenté à l’évêque de Sisteron, prince de Lurs, qui serait le fondateur du prieuré de Ganagobie.
Tout cela aurait pu inciter le seigneur de Noyers à rejoindre les troupes du futur comte de Provence et à combattre les sarrasins sur lesquels il aurait remporté une victoire décisive à Peyrimpie, victoire à l’origine de sa renommée.
La richesse et l’étendue du territoire de Noyers a suscité l’implantation de nombreux établissements ecclésiastiques en tirant profit. L’église Saint-Martin est achetée par l’abbaye de Cruis en 1274 avec le fief d’Aigremont,. Le fief est acheté par les comtes de Provence en 1343, puis le village siège de ce fief disparaît : il n’en reste que les ruines de Montaigre entre le Rancurel et la crête de l’Âne. Les prieurés des chanoines de St Augustin, celui de St Julien au quartier de Chènebotte et celui de St Nazaire sur la rive droite du Jabron, (probablement ancienne léproserie) dépendaient de l’Abbaye St Martin de Cruis.
La communauté relevait de la baillie de Sisteron.
Comme toutes les communautés de la vallée du Jabron, celles de Noyers et de Jarjayes avaient le privilège de ne pas payer la queste aux comtes de Provence (puis à leurs  successeurs, les rois de France) jusqu'à la Révolution.
La mort de la reine Jeanne Ire ouvre une crise de succession à la tête du comté de Provence, les villes de l’Union d'Aix (1382-1387) soutenant Charles de Duras contre Louis Ier d'Anjou. Mais ce dernier, entre les mauvais souvenirs qu'il a laissé lors de sa tentative de conquête en 1368 et la confusion des premières années sur la réalité de la mort de Jeanne Ire, ne se rallie que peu de communautés. La communauté de Noyers est confisquée et occupée de force au début de la guerre par les troupes de Marie de Blois, veuve de Louis Ier et venue en Provence défendre les intérêts de leur fils Louis II.
Le plus ancien moulin à eau de Noyers existait déjà en 1342. La seigneurie appartient aux d’Agoult du XIVe au XVe siècle, et aux Clermont aux XVIIe – XVIIIe siècles.

### Temps modernes
En 1516, les habitants de Noyers et de Ribiers s’opposent à propos du bornage de leurs terres : la dispute dégénère en combat sanglant, qui donne lieu à un procès de longue haleine.
Les gisements d’argile étaient exploités par une tuilerie (tuilière en provençal) vers 1660.
Lors de la peste de 1628-1630, un cordon sanitaire est mis en place le long du Jabron. Il ne suffit pas à rassurer les habitants de Noyers : la messe est célébrée uniquement les dimanches, sur un autel en bois, élevé à l’écart du village et près du cimetière. Les paysans y assistaient de loin. Cette épidémie tue un habitant sur dix, soit 120 personnes environ.
Lors de l’épidémie de peste de 1720-1722, Noyers est située au nord de la ligne du Jabron, élément du cordon sanitaire allant de Bollène à Embrun et isolant la Provence du Dauphiné (et dont fait partie le mur de la peste). Dès la fin août, des mesures de fermeture des routes principales et de quarantaine sont prises par la communauté, le comte de Roussillon, seigneur du village, assistant exceptionnellement aux séances du conseil. L’interdiction de franchir le Jabron, sous peine de mort, est décidée par le gouverneur d’Argenson début août, et le cordon est mis en place le 26 septembre pour n’être levé par ordonnance royale que le 19 novembre 1722. Pendant toute la période, la communauté de Noyers est fortement mobilisée : alors que le conseil se réunit habituellement quatre fois par an, les réunions ont lieu jusqu’à cinq fois par mois en 1721.
Le gouverneur d’Argenson fait lever une compagnie de milice par viguerie : celle de Sisteron (dont font partie les hommes de Noyers) surveille les bacs entre Le Poët et Peyruis. Ensuite, quatre autres compagnies sont levées pour d’autres tâches de surveillance. À Noyers, la ligne sur le Jabron est surveillée par deux compagnies (une centaine d’hommes) du régiment de Poitou revenant d’Espagne à partir de la fin d’octobre 1720. Les soldats sont renforcés par 16 hommes levés dans la population de Noyers (en plus de ceux envoyés à la compagnie de milice placée sur la Durance et non comptée la contribution de Jarjayes). La communauté de Noyers est requise pour construire des corps de garde pour loger les soldats le long de la ligne. Trois sont prévus des confins de Bevons à la Bastide Neuve, et cinq autres de Chénebotte au Couvent de Mallemialle et les approvisionner en bois de chauffe et huile pour l’éclairage, avec en moyenne 70 stères par corps de garde et par an. Les corps de garde prévus sont construits, et la ligne est renforcée de 21 guérites placées dans les intervalles, à une moyenne de 250 m. Une baraque supplémentaire est construite au village, pour servir de « corps de garde de fatigue » : les soldats punis y étaient emprisonnés et affectés à des travaux de force. La communauté de Noyers construit ces baraques et guérites à l’économie, en utilisant du pin et de la paille ; mais elles s’effondrent et on lui demande de les reconstruire. La communauté de Noyers est coupée en deux par la ligne : les habitants vivant au Sud de la ligne, notamment au village de Jarjayes, se retrouvent en zone interdite et ne participent donc plus aux charges de la communauté. En outre, la communauté est privée de ses ressources en bois, essentiellement situées dans la montagne de Lure. Les sacrements religieux ne sont plus dispensés : les baptêmes de 1720-1722 sont enregistrés dans les registres de catholicité en une seule fois, fin 1722. La communauté subit aussi les désagréments de la présence des militaires : les livraisons de bois n’étant pas toujours suffisantes, ceux-ci se servent à proximité en coupant les arbres fruitiers complantés dans les champs proches des corps de garde. Ces désagréments n’empêchent pas le rapprochement entre la population de Noyers et les soldats : deux enfants nés en 1721 ont un soldat comme père, et un soldat épouse une Nucétaine. En novembre 1721, un an après la mise en place de la ligne du Jabron, les approvisionnements manquent en certaines denrées : un contrebandier qui tentait de passer la ligne avec un tonneau d’huile est pris sur le fait et fusillé. Fin janvier 1722, le régiment du Poitou, présent depuis un an, est relevé mais la ligne est maintenue jusqu’en décembre. Les baraques et guérites sont immédiatement démontées, et le bois et les tuiles vendues aux enchères. Le temps de la peste est définitivement fermé en 1723, avec le comblement des fosses qui avaient été ouvertes en prévision des morts dus à l’épidémie (il n’y en a eu aucun), et le remboursement des frais occasionnés par les États de Provence. La croix de la Plane, entre Ribiers et Noyers, est élevée en mémoire de la ligne et aussi appelée « croix de Poitou » en souvenir du régiment qui gardait la ligne.
Le moulin de Jarjayes, propriété depuis 1780 de la famille Barthélémi de Saizieu, riche famille originaire d’Aubagne, était très bien équipé ; l'une de ses paires de meules était taillée dans la pierre de Marseille. Cette qualité de pierre, coûteuse, permettait d’obtenir une meilleure qualité de farine.

### Révolution française
Durant la Révolution, la commune compte une société patriotique, créée après la fin de 1792. Le 5 frimaire an III, le représentant en mission Gauthier épure la société .

### Époque contemporaine

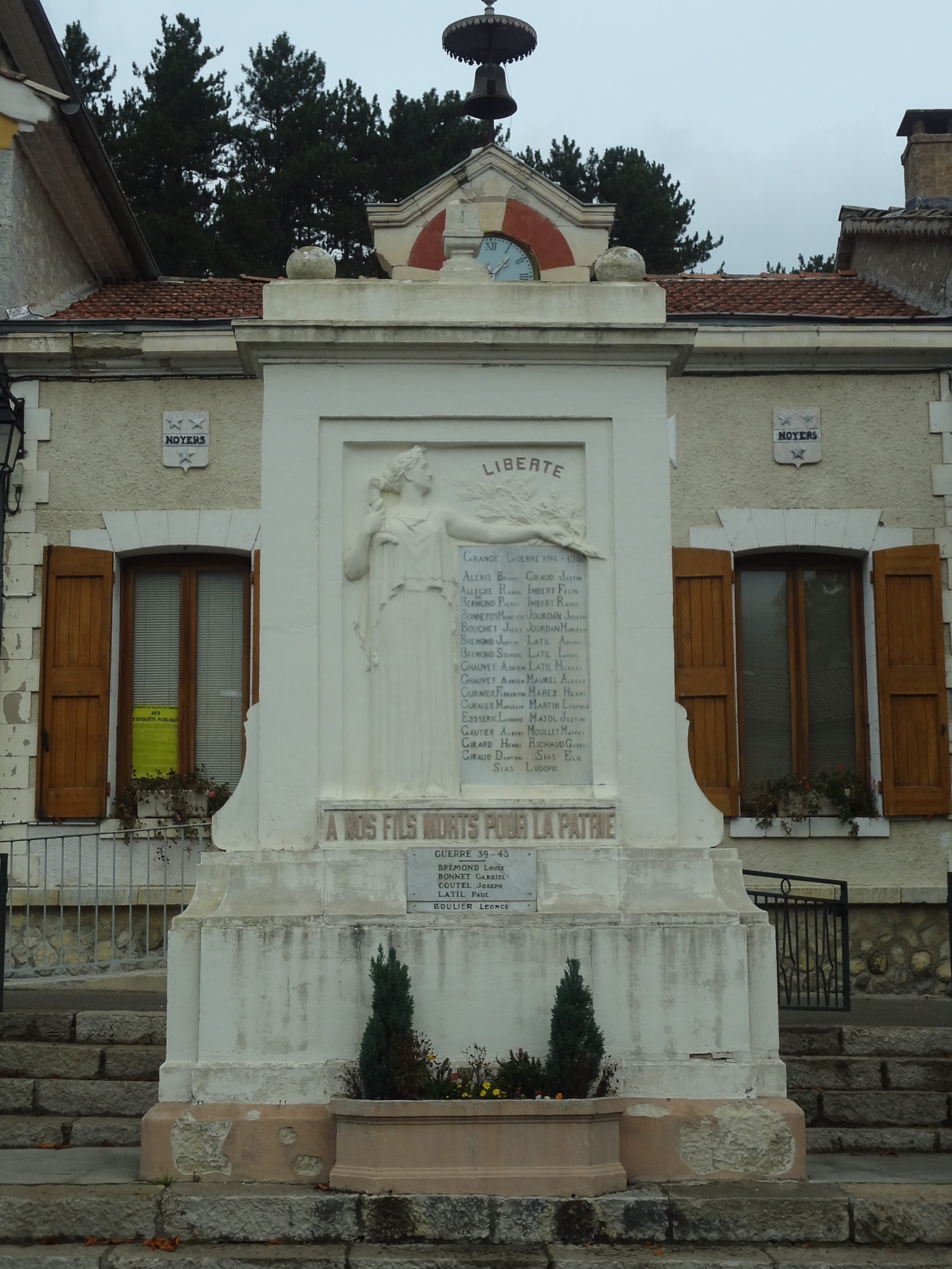
Monument aux morts de la Première Guerre mondiale.

Une ordonnance royale du 28 octobre 1832 rattache la commune de Jarjayes à celle de Noyers ; c’est un fief ancien cité dès le XIe siècle. Sa première église sous le vocable de St Pierre ès Liens fut bâtie au XIIIe siècle, puis entièrement ruinée, reconstruite en 1850. Le château possédait une chapelle domestique du XVIIe siècle sous le vocable de Ste Marie-Madeleine. Aux alentours de la Révolution, Jarjayes comptait 170 habitants.
Le conseil municipal, en 1853, décide la construction d’une « agglomération » en bordure de la nouvelle route qui se crée le long du Jabron, sur la rive gauche, la D n° 5 de Sisteron à Sault. Ainsi devait être créée une zone de vie entre Jarjayes et le Vieux Noyers. Le projet porte sur l’édification d’une église, d’un presbytère et d’une « maison d’école » pour les garçons. En 1861, ces projets sont réalisés, après de nombreuses péripéties.
L’église est placée sous le vocable de « l’Immaculée Conception » dont le dogme a été défini en 1854, suite à la volonté de l’Église de relancer le culte marial. Son architecture simple et de type alpin est caractéristique de la fin du XIXème siècle, avec un intéressant mobilier en noyer. Son clocher est surmonté d’un cristal de roche d’environ 300g, don de l’influente famille nucétoise Eysseric. Ce nouveau quartier nommé « le quartier de l’église neuve » gardera ce nom dans la mémoire collective des Jabronnais qui, pendant longtemps, venaient à la messe à la « gleïse nuovu ». Il est à remarquer, sur la façade de l’église, une plaque de marbre blanc datée de 1885 informant du don de 300 f de rente perpétuelle pour soulager les pauvres de la commune. (le salaire annuel à cette époque d’un enseignant était de 800 f ).
Ce don émane de Mathieu LATIL (1810-1889) dont la mère est native de Noyers. Ayant fait fortune en Algérie, de retour à Sisteron il consacra la totalité de sa fortune en la répartissant en donations, la plus importante étant le grand orgue Merklin de la cathédrale de Sisteron. Cette rente perpétuelle n’aura plus cours dans le premier quart du XXe siècle, suite aux dévaluations du franc à la première guerre mondiale et aux différentes crises économiques.
L’école de garçons ainsi qu’un presbytère seront construits en 1861 en même temps que l’église. Une école des filles sera construite et prise en charge par la municipalité en 1870, après la fermeture d’une école privée existante depuis un peu plus de cinq ans. Les écoles de Saint-Martin et du Couvent seront édifiées respectivement en 1880 et 1893.  La mairie ne sera bâtie qu’en 1913.  
Comme de nombreuses communes du département, Noyers est donc doté d’une école bien avant les lois Jules Ferry : en 1863, elle donne déjà une instruction primaire aux garçons, ainsi qu’aux filles, la loi Falloux l’y obligeant (car elle avait plus de 800 habitants). Elle profite de la deuxième loi Duruy sur l’éducation (1877) pour construire une école neuve au hameau Saint-Martin, et pour améliorer l’école du village grâce aux subventions de l’État.
Après avoir lu « l’histoire de Sisteron » d’Edouard de Laplane, l’abbé Caire, curé de Noyers, remarqua la concordance patronymique, mise en évidence par l’auteur, entre San Bovo, le saint protecteur de Saint-Laurent de Voghera (Italie), et Bevons le seigneur de Noyers vainqueur des sarrasins à Peyrimpie. Il entreprit donc d’établir le culte du saint dans son village d’origine, de faire édifier un sanctuaire à proximité de Pierre Impie et d’obtenir de la collégiale Saint-Laurent quelques reliques du saint.
L’évêque de Tortone fit don à Noyers d’une parcelle du bras du saint, et le gouvernement sarde la fit enchâsser dans un reliquaire d’argent ; le tout fut transmis à la paroisse de Noyers le 22 décembre 1851.
Le 3 juin 1852, au col de la Mairie, la première pierre de l’édifice fut posée par Mgr Meirieu, évêque de Digne ; la chapelle fut terminée et bénie le 22 mai 1856.  
Le coup d'État du 2 décembre 1851 commis par Louis-Napoléon Bonaparte contre la Deuxième République provoque un soulèvement armé dans les Basses-Alpes, en défense de la Constitution. Après l’échec de l’insurrection, une sévère répression poursuit ceux qui se sont levés pour défendre la République : 6 habitants de Noyers-sur-Jabron sont traduits devant la commission mixte.
Jusque vers 1850, la seule route existant à Noyers allait de Saint-Vincent-sur-Jabron à Sisteron. Elle est prolongée jusqu’à Séderon dans les années 1850, et goudronnée dans les années 1930. Dans le sens nord-sud, seul le chemin muletier passant par le Pas des Portes est utilisé.
En 1884, la commune est touchée par une épidémie de choléra : elle cause 7 morts.
L’électrification du village se fait en deux étapes. En 1905, le moulin du château de M. Roman, est aménagé pour la production d’électricité et alimente quelques particuliers ; sa demande de participation faite à la commune sera refusée. En 1935, le village est relié au réseau national.
Jusqu’au milieu du XXe siècle, la vigne était cultivée à Noyers-sur-Jabron. Plusieurs dizaines d’hectares produisaient un vin destiné à l’autoconsommation et à la vente sur les marchés locaux. Cette culture est aujourd’hui abandonnée.

## Héraldique
| Blason de Noyers-sur-Jabron | Blason  | De gueules à une fasce d’argent chargée du mot NOYERS de sable et accompagnée de trois étoiles d'argent. |
| Blason de Noyers-sur-Jabron | Détails | Le statut officiel du blason reste à déterminer.                                                         |

## Économie

### Aperçu général
En 2009, la population active s’élevait à 191 personnes, dont 20 chômeurs (12 fin 2011 ). Ces travailleurs sont majoritairement salariés (75 %)  et travaillent majoritairement hors de la commune (77 %) .

### Agriculture

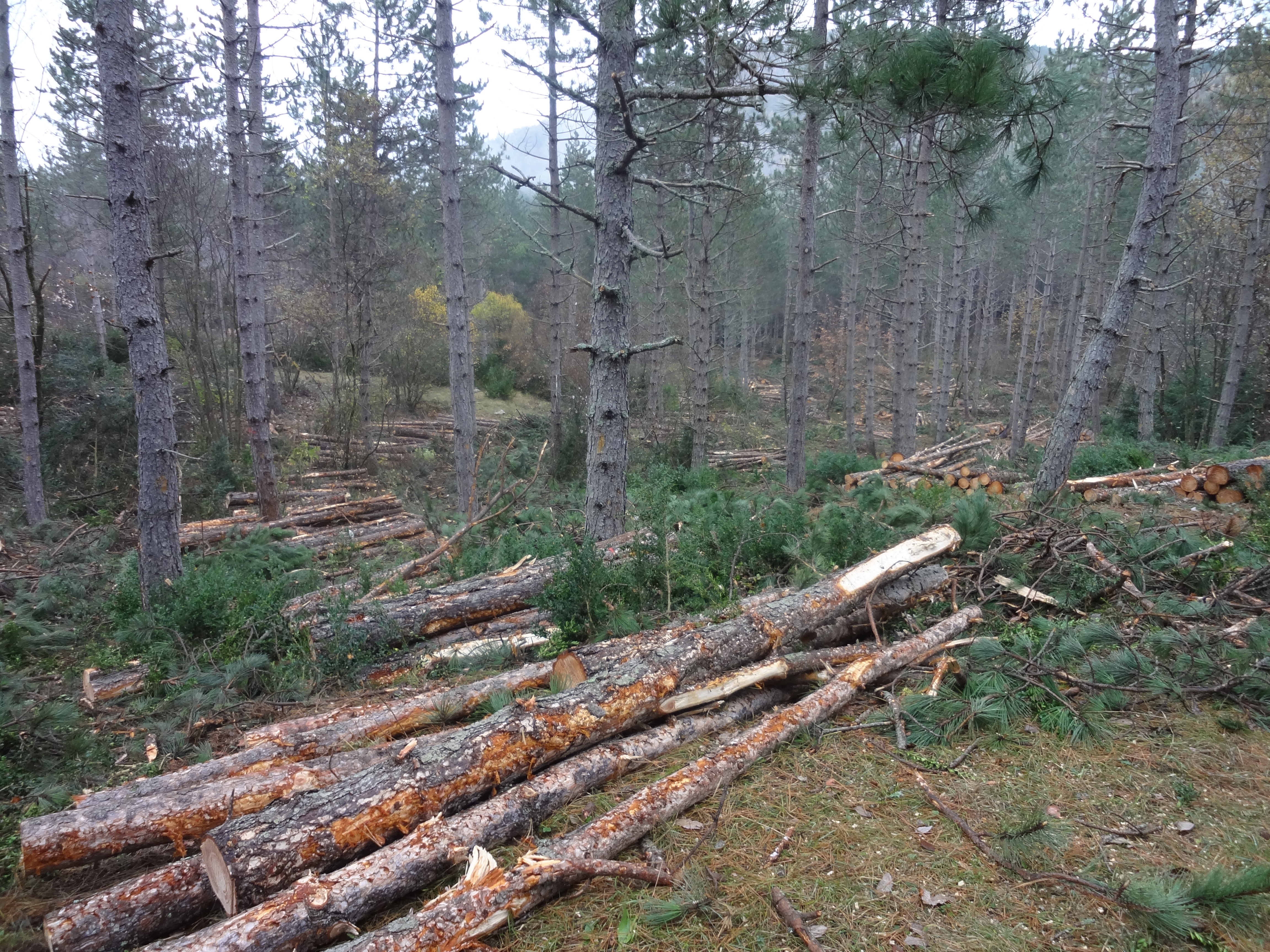
Exploitation forestière.

Fin 2010, le secteur primaire (agriculture, sylviculture, pêche) comptait 19 établissements actifs au sens de l’Insee (exploitants non professionnels inclus) et trois emplois salariés .
Le nombre d’exploitations professionnelles, selon l’enquête Agreste du ministère de l’Agriculture, est de 13 en 2010. Il était de 11 en 2000, de 22 en 1988. Actuellement[Quand ?], ces exploitants sont très majoritairement tournés vers l’élevage ovin (huit d’entre eux), les grandes cultures intéressant trois exploitations. De 1988 à 2000, la surface agricole utile (SAU) a fortement augmenté, de 755 à 1 355 ha. La SAU a continué sa croissance lors de la dernière décennie pour arriver à 1 519 ha.

### Industrie
Fin 2010, le secteur secondaire (industrie et construction) comptait 9 établissements, n’employant aucun salarié .

### Activités de service

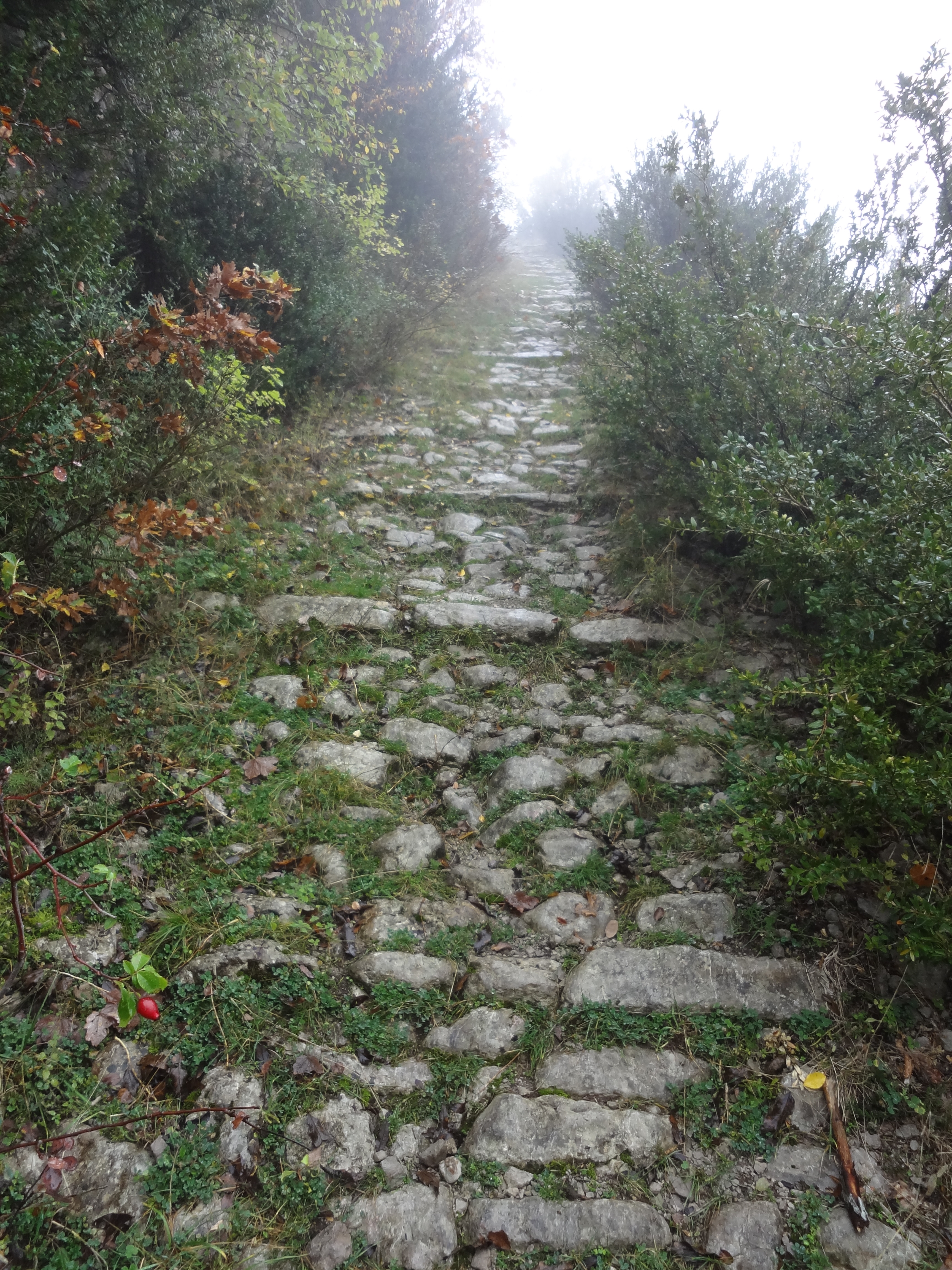
Le Pas des Portes est un site renommé pour la randonnée pédestre : la partie finale son sentier d’accès, côté nord, est caladé.

Fin 2010, le secteur tertiaire (commerces, services) comptait 16 établissements (avec neuf emplois salariés), auxquels s’ajoutent les cinq établissements du secteur administratif (regroupé avec le secteur sanitaire et social et l’enseignement), salariant 12 personnes .
D'après l’Observatoire départemental du tourisme, la fonction touristique est d’une importance moyenne pour la commune, avec entre un et cinq touristes accueillis par habitant, avec des capacités d'hébergement très faibles. Les seules structures d’hébergement à finalité touristique de Noyers-sur-Jabron sont des meublés labellisés et non labellisés et des chambres d’hôtes.
Le village abrite l’École Internationale de Boulangerie depuis 2005.
Les résidences secondaires apportent un complément intéressant à la capacité d’accueil : au nombre de 72, elles représentent le quart des logements. Parmi les résidences secondaires, quatre possèdent plus d’un logement ,.

## Politique et administration

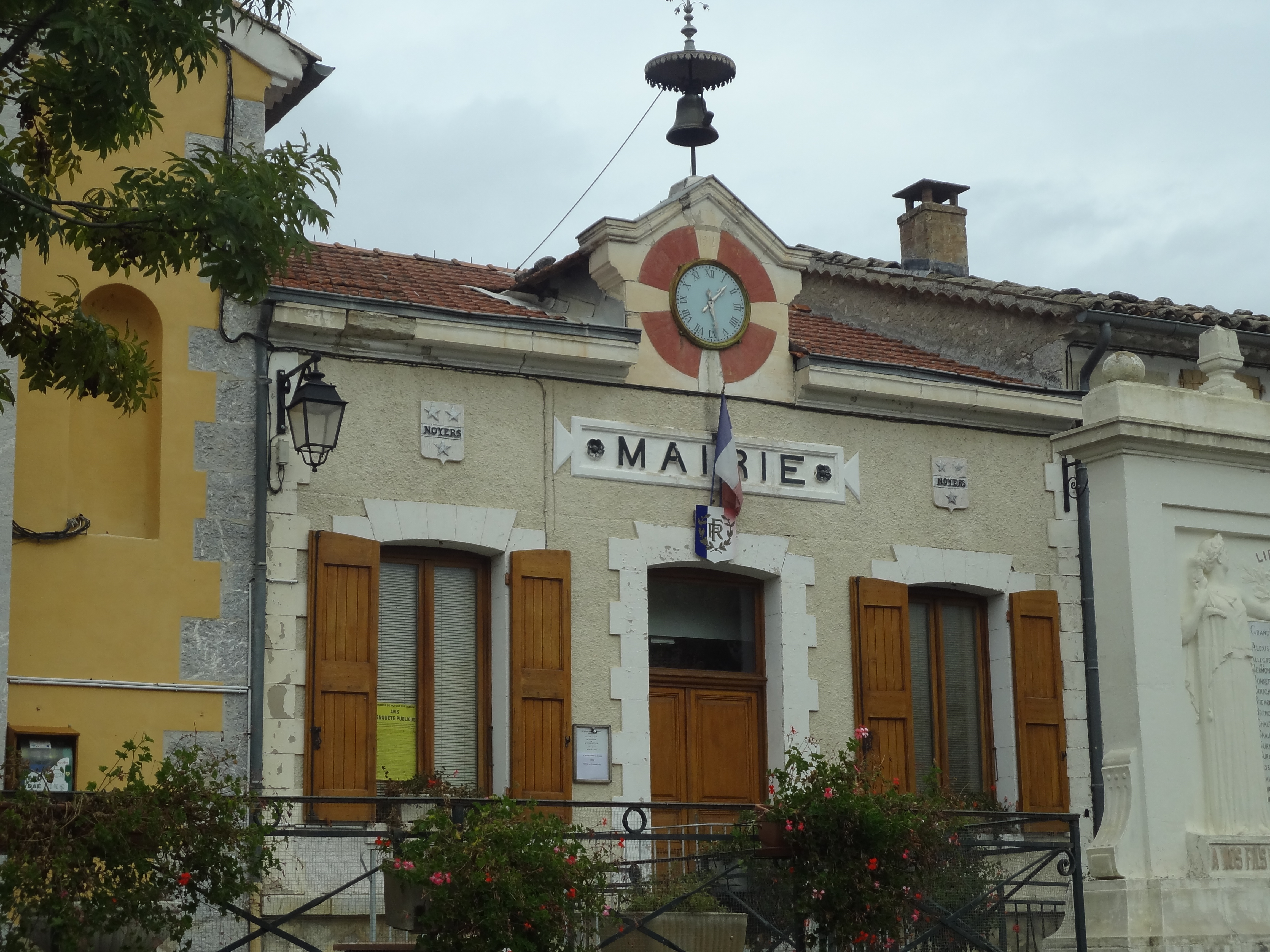
La mairie de Noyers-sur-Jabron, serrée contre l’église.

### Liste des maires
| Période                                  | Période   | Identité       | Étiquette | Qualité           |
| ---------------------------------------- | --------- | -------------- | --------- | ----------------- |
| Les données manquantes sont à compléter. |           |                |           |                   |
| mai 1945                                 |           | Émile Bonnet   |           |                   |
|                                          |           | Daniel Mullers |           |                   |
| avant 2005                               | mars 2008 | Annick Latil   |           |                   |
| mars 2008                                | 2014      | Hervé Dewaele  |           |                   |
| avril 2014                               | 2020      | François Hugon | DVD       | Chef d'entreprise |
| 2020                                     | En cours  | Brice Chadebec |           |                   |

### Intercommunalité
Noyers-sur-Jabron fait partie:
- de 2002 à 2017, de la communauté de communes de la Vallée du Jabron ;
- depuis le 1er janvier 2017, de la communauté de communes Jabron Lure Vançon Durance.

### Enseignement
La commune est dotée d’une école primaire.

## Démographie
L'évolution du nombre d'habitants est connue à travers les recensements de la population effectués dans la commune depuis 1765. Pour les communes de moins de 10 000 habitants, une enquête de recensement portant sur toute la population est réalisée tous les cinq ans, les populations de référence des années intermédiaires étant quant à elles estimées par interpolation ou extrapolation. Pour la commune, le premier recensement exhaustif entrant dans le cadre du nouveau dispositif a été réalisé en 2005.
En 2022, la commune comptait 527 habitants, en évolution de +2,13 % par rapport à 2016 (Alpes-de-Haute-Provence : +2,84 %, France hors Mayotte : +2,11 %).
| 1765 | 1793  | 1800 | 1806  | 1821  | 1831  | 1836  | 1841  | 1846  |
| ---- | ----- | ---- | ----- | ----- | ----- | ----- | ----- | ----- |
| 968  | 1 058 | 931  | 1 064 | 1 107 | 1 186 | 1 366 | 1 254 | 1 193 |

| 1851  | 1856  | 1861  | 1866 | 1872 | 1876 | 1881 | 1886 | 1891 |
| ----- | ----- | ----- | ---- | ---- | ---- | ---- | ---- | ---- |
| 1 177 | 1 092 | 1 061 | 995  | 937  | 877  | 898  | 866  | 840  |

| 1896 | 1901 | 1906 | 1911 | 1921 | 1926 | 1931 | 1936 | 1946 |
| ---- | ---- | ---- | ---- | ---- | ---- | ---- | ---- | ---- |
| 797  | 708  | 630  | 565  | 459  | 475  | 437  | 405  | 304  |

| 1954 | 1962 | 1968 | 1975 | 1982 | 1990 | 1999 | 2005 | 2006 |
| ---- | ---- | ---- | ---- | ---- | ---- | ---- | ---- | ---- |
| 272  | 236  | 252  | 232  | 240  | 291  | 337  | 365  | 362  |

| 2010 | 2015 | 2020 | 2022 | - | - | - | - | - |
| ---- | ---- | ---- | ---- | - | - | - | - | - |
| 464  | 510  | 523  | 527  | - | - | - | - | - |

| 1315     | 1471    |
| -------- | ------- |
| 200 feux | 40 feux |

L'histoire démographique de Noyers-sur-Jabron est marquée par un maximum de population en 1836, suivi immédiatement d'un mouvement de diminution, sans période d' « étale » où la population serait restée à un niveau élevé. Cette diminution est lente et dure longtemps : c'est entre 1901 et 1906 que la commune perd la moitié de sa population de 1836. La baisse s'est poursuivie jusqu'aux années 1970, et malgré la reprise que Noyers-sur-Jabron connait depuis, la commune reste en dessous des 50 % de la population de 1836.

## Lieux et monuments
Le château ou les bastides de Périvoye datent du XVIIe siècle.
On relève parfois l’existence d’une maison noble à l’Est du village, appelée Château-Girard, et qui date du XVIIe. Sa façade, prise entre deux tourelles rondes, dont une abrite la chapelle, a été reprise par la suite, avec des fenêtres en plein cintre, et la porte encadrée de deux pilastres et un entablement horizontal. L’ensemble paraît élégant sans ostentation. L’escalier, sous croisées d’ogives, est orné de gypseries.
On relève parfois l’existence d’une maison noble à l’Est du village, appelée Château-Girard, et qui date du XVIIe.
L’église paroissiale, est construite au village bas en même temps que le presbytère et l’école. Elle est achevée en 1861. Construite avec une nef unique de trois travées voûtées en berceau, sans bas-côtés, mais bordée de six chapelles latérales. L’abside est couverte en cul-de-four. Le clocher est une tour construite contre le chœur, dans le style alpin, avec une flèche encadrée de quatre pyramidions. Le clocher est orné par une pierre translucide, appelée le « diamant de la reine Jeanne ». Il s’agit d’un quartz taillé de 3 kg venant de Saint-Maime. Initialement, il se trouvait sur le couvent dominicains de Sisteron ; à la Révolution, il est vendu comme Bien national. Les acheteurs, propriétaires de la Grande Bastide à Noyers, en ont fait don.
Au Vieux-Noyers (ou Haut-Noyers), l’ancien site du village, se trouvent notamment les restes du château du XIIIe siècle,, les ruines de l’ancien village, et l’église Notre-Dame-de-Bethléem et Sainte-Euphémie, ou de Haut-Noyers. Cette dernière, ancienne dépendance du prieuré de Ganagobie, est construite du XIIIe siècle. C’est l’une des plus grandes églises du département (32 x 12 m). Sa nef comprend quatre travées en berceau brisé, qui débouche dans un chœur carré, voûté de la même façon, et éclairé par trois baies. Sa cloche date de 1549, elle est visible à la mairie. Elle a été restaurée de 1970 à 1974, puis à nouveau dans les années 1990. Elle est classée monument historique depuis 1913.
La chapelle Saint-Bevons, en ruines, proche du rocher de Pierre-Impie où saint Bevons aurait vaincu les Sarrazins, est construite au milieu du XIXe siècle,.
La chapelle Saint-Claude, située sur un petit col isolé, proche du hameau de Saint-Martin, dont la construction est mal datée mais semble remonter au XVIIe siècle.
Une petite chapelle carrée et à coupole se trouve dans le parc du château de Périvoye.
- À Jarjayes : château en ruines, daté de 1704[109], église Saint-Pierre-aux-Liens, moulin à eau sur le Jabron[110]

Lieux et monuments
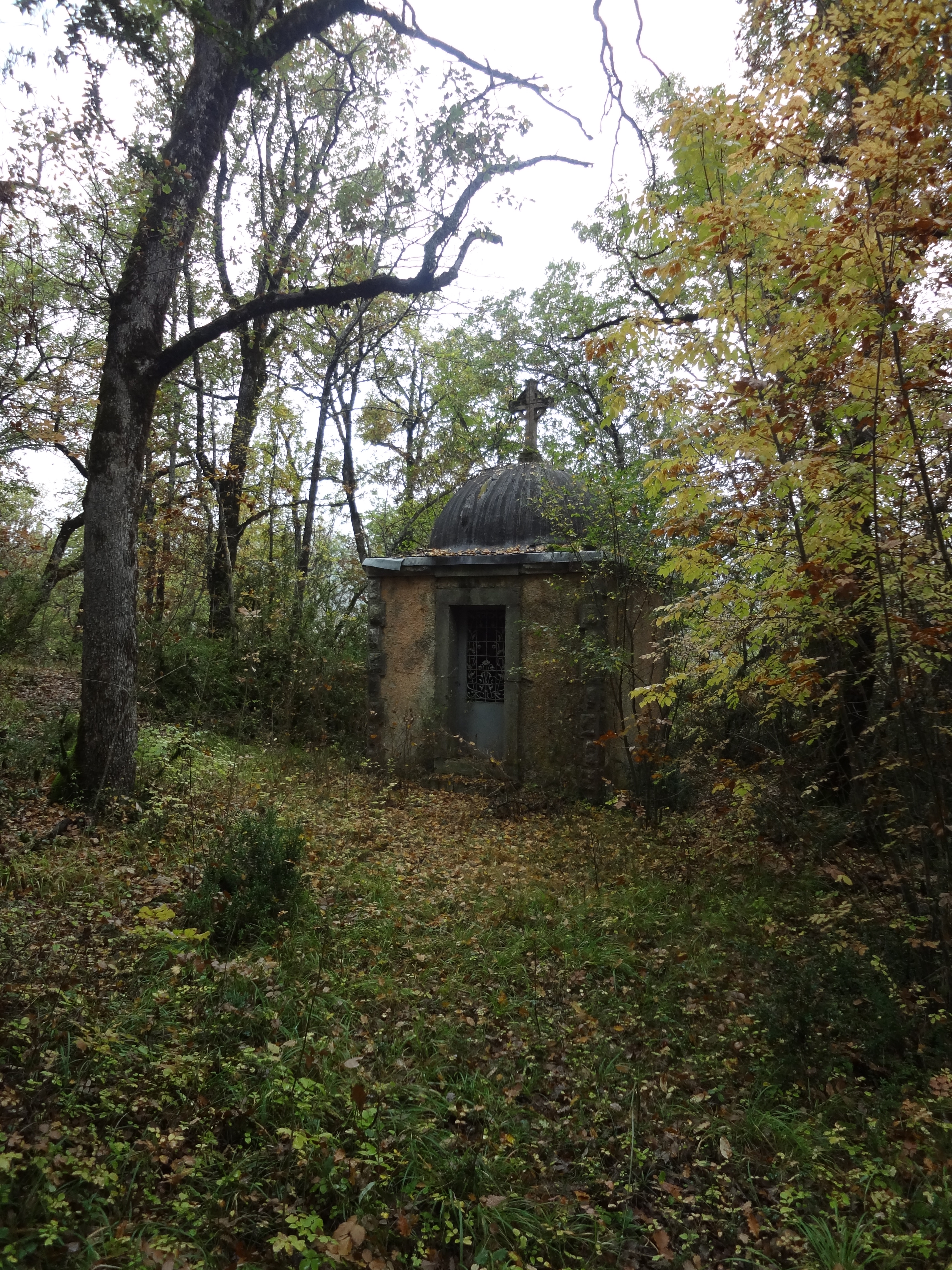
La chapelle de Périvoye.
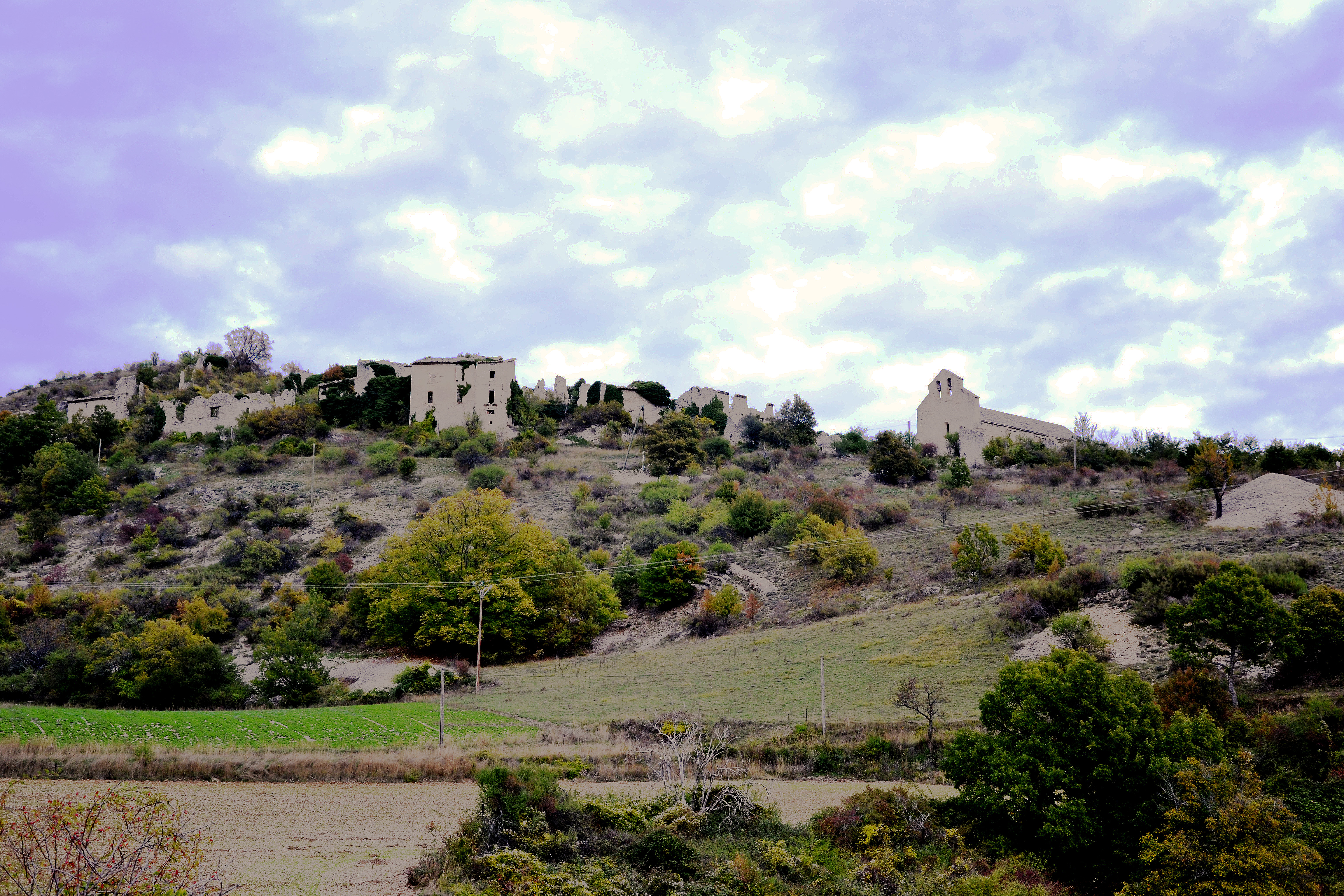
Vue sur le village du Vieux Noyers et Notre-Dame de Bethléem.
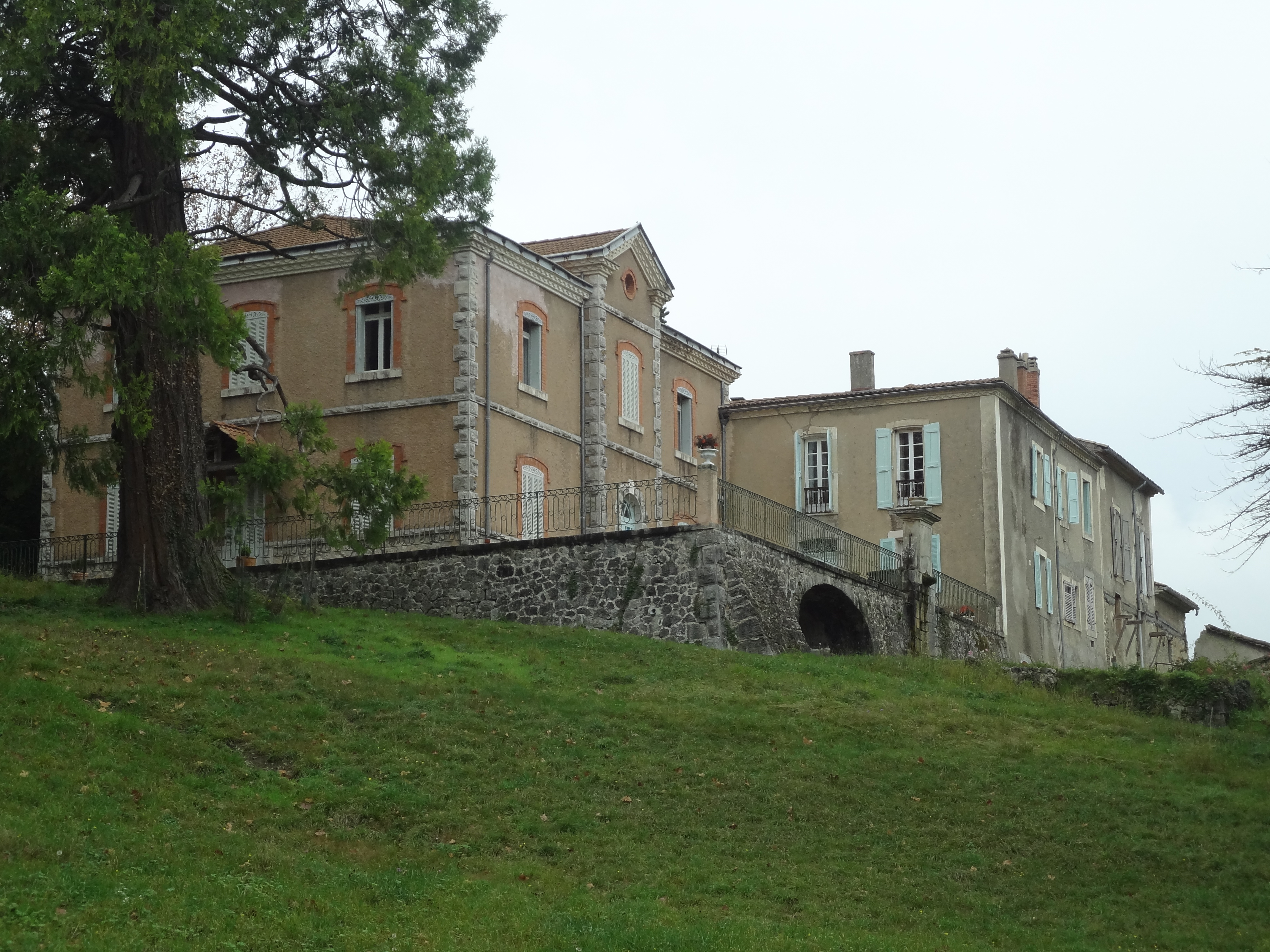
Façade nord (côté vallée) du château de la Périvoye.
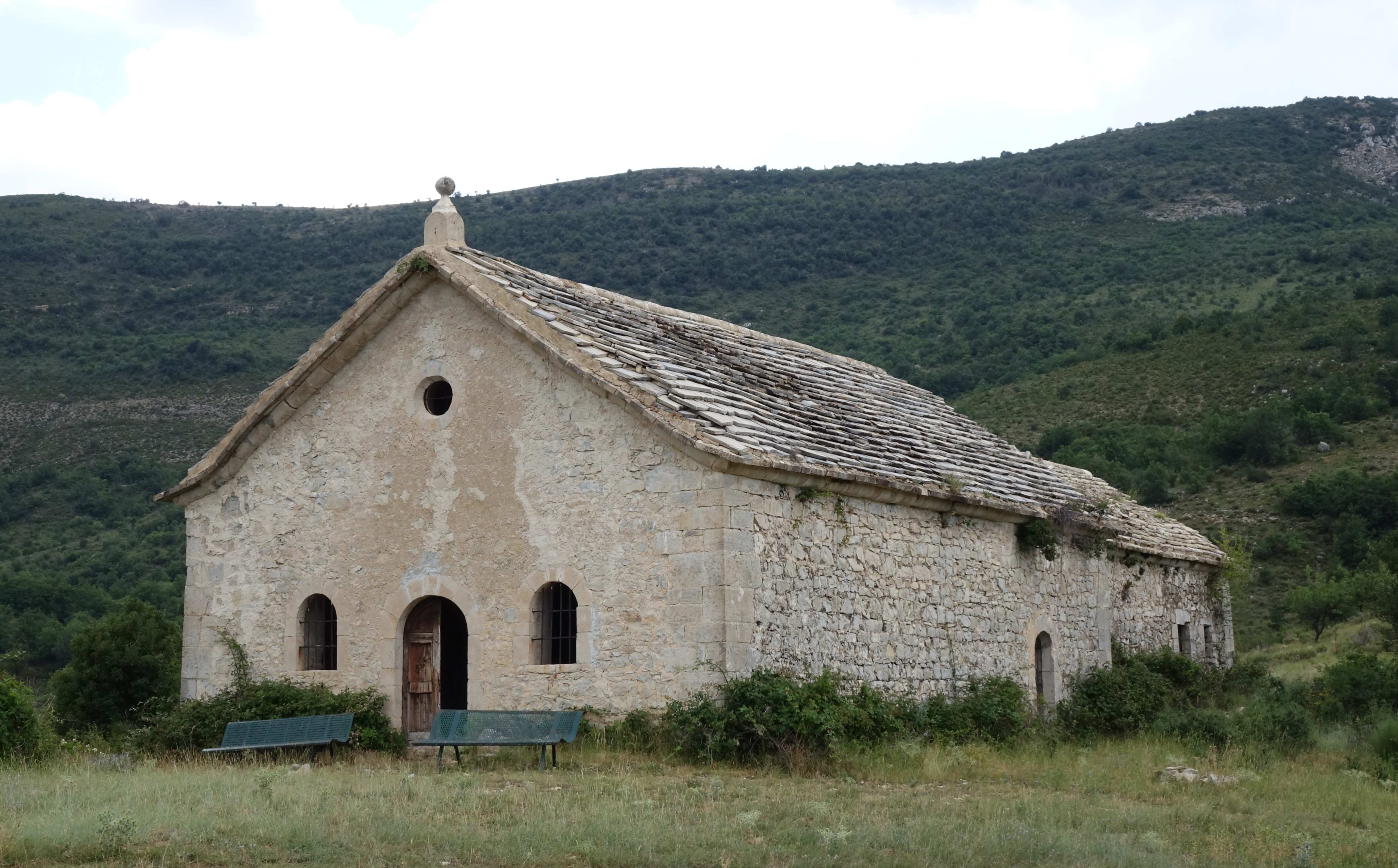
Chapelle Saint-Claude, sur le sentier de randonnée GR946, à 900 m d'altitude.
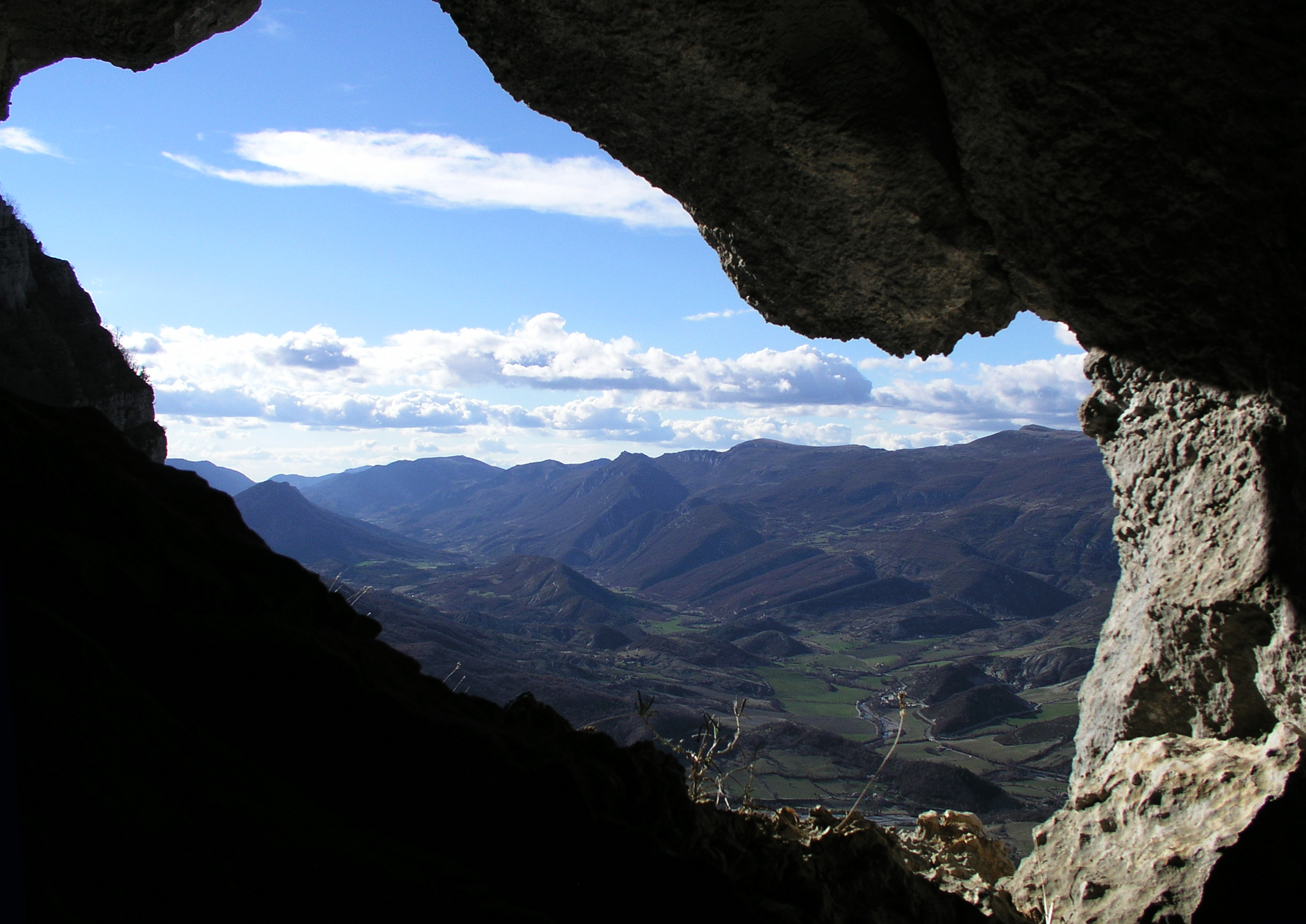
Vallée du Jabron vue depuis Roche Muraille.

## Personnalités liées à la commune
- le général Jean de Bermond de Vaulx, résistant dans le Gers, président du comité de restauration de l’église N-D-de-Bethléem